# Gare de Yasu (Shiga)
La gare de Yasu (野洲駅, Yasu-eki) est une gare ferroviaire située à Yasu dans la préfecture de Shiga au Japon.

## Situation ferroviaire
La gare se trouve au point kilométrique (PK) 483,9 de la ligne principale Tōkaidō.

## Histoire
La gare a ouvert le 16 juin 1891.

## Service des voyageurs

### Accueil
La gare dispose d'un bâtiment voyageurs, avec guichets, ouvert tous les jours.

### Desserte
- Ligne Biwako :
  - voie 1 : direction Kyoto et Osaka
  - voies 2 et 3 : direction Maibara, Nagahama et Ōgaki